# Stadion Metałurh w Doniecku
Stadion Metałurh (ukr. Стадіон «Металург») – stadion sportowy w Doniecku na Ukrainie. Swoje mecze rozgrywa na nim klub piłkarski Metałurh Donieck. Po rekonstrukcji w 2008 stadion dostosowano do wymóg standardów UEFA i FIFA, wymieniono stare siedzenia na siedzenia z tworzywa sztucznego. Rekonstruowany stadion może pomieścić 5 094 widzów. Na stadionie odbyły się mecze piłkarskich Mistrzostw Europy U-19 2009.